# Mary Mathew
Pour les articles homonymes, voir Mathew.
Mary Mathew (1724-1777) est une écrivaine irlandaise.

## Biographie
Mary Mathew est née en 1724. Elle est la fille de Theobald Mathew (mort en 1699), propriétaire de Thurles Castle dans le comté de Tipperary, et de sa troisième épouse, Catherine Nevill (morte en 1742) de Leicestershire en Angleterre.
Son père a cinq enfants avec sa première femme, un avec sa deuxième épouse et quatre avec Catherine Nevill. La famille est riche, et même si Mary Mathew ne s'est jamais mariée, elle jouit d'une indépendance matérielle. Elle vit dans une maison louée à Portmarnock, à Dublin, pendant un certain nombre d'années. Elle séjourne chez des parents, y compris les Veseys à Abbeyleix et les Brownlows à Lurgan.
En 1772 et 1773, Mathew tient un journal quotidien, très détaillé et qui s'étend sur 2 ans, publié en 1991. Son journal détaille une vie confortable, avec des sorties, des jeux de cartes, de boules et du théâtre. Mathew est jardinière, elle aime aussi marcher. Ses intérêts ne comprennent pas la littérature, la politique, la religion ou les questions culturelles. Elle s'intéresse aux activités de bienfaisance.
Elle tient son journal consciencieusement à partir du 1er août 1772 jusqu'au 31 juillet 1773, souhaitant adhérer à la discipline d'écrire chaque jour. Le journal conclut : « Ce jour termine l'année de ce journal. Je pense que mon temps est passé d'une manière si insignifiante que cela ne vaut pas la peine d'être enregistré, alors ici je m'arrête. »
Mathew meurt en 1777. Bien que ne contenant aucun mérite littéraire, son journal est très rare et donne un aperçu utile de la vie de l'élite irlandaise au 18e siècle.